# Melchior de La Cerda
Pour les articles homonymes, voir De la Cerda.
Melchior de La Cerda est un érudit espagnol, né à Cifuentès, mort à Séville eu 1615. 
Entré dans l’ordre des jésuites, il s’adonna à l’enseignement de la littérature et de la philosophie à Séville et à Cordoue.

## Œuvres
Nous citerons parmi ses ouvrages : 
- Apparatus latini sermonis per topographiam, chronographiam, prosopographiam (Séville, 1598, in-4°) ;
- Usus et exercitatio demonstrationis (Séville, 1598, in-4°) ;
- Consolatio ad Hispanos propter classem anno 1588 subito submersam (1621, in-4°), ouvrage écrit au sujet de la destruction de l'invincible Armada lire en ligne